# ستيفن غريف
ستيفن غريف (بالإنجليزية: Stephen Greif)‏ هو ممثل بريطاني، ولد في 26 أغسطس 1944 في سوبريجوورث ‏ في المملكة المتحدة.

## وصلات خارجية
- ستيفن غريف على موقع IMDb (الإنجليزية)
- ستيفن غريف على موقع ميوزك برينز (الإنجليزية)
- ستيفن غريف على موقع ديسكوغز (الإنجليزية)
- ستيفن غريف على موقع قاعدة بيانات الفيلم (الإنجليزية)